# Olivia Nobs
Olivia Nobs (La Chaux-de-Fonds, 18 de noviembre de 1982) es una deportista suiza que compitió en snowboard, especialista en la prueba de campo a través.
Participó en dos Juegos Olímpicos de Invierno, en la prueba de campo a través, obteniendo una medalla de bronce en Vancouver 2010 y el undécimo lugar en Turín 2006. Ganó una medalla de plata en el Campeonato Mundial de Snowboard de 2009, en el campo a través.

## Medallero internacional
| Juegos Olímpicos   | Juegos Olímpicos           | Juegos Olímpicos  | Juegos Olímpicos |
| Año                | Lugar                      | Medalla           | Competición      |
| ------------------ | -------------------------- | ----------------- | ---------------- |
| 2010               | Vancouver (Canadá)         | Medalla de bronce | Campo a través   |
| Campeonato Mundial |                            |                   |                  |
| Año                | Lugar                      | Medalla           | Competición      |
| 2009               | Hoengseong (Corea del Sur) | Medalla de plata  | Campo a través   |